# Stephen Worobetz
Stephen Worobetz, OC, MC, SOM (* 26. Dezember 1914 in Krydor, Saskatchewan; † 2. Februar 2006) war ein kanadischer Arzt. Von 1970 bis 1976 war er Vizegouverneur der Provinz Saskatchewan.

## Biografie
Der von ukrainischen Einwanderern abstammende Worobetz studierte Medizin an der University of Saskatchewan in Saskatoon und an der University of Manitoba in Winnipeg. Während des Zweiten Weltkriegs diente er als medizinischer Offizier der kanadischen Armee in Italien und wurde für seine Tapferkeit an der Frontlinie mit dem Military Cross ausgezeichnet. Nach Kriegsende arbeitete er als Hausarzt in Saskatoon und betrieb in Winnipeg und Philadelphia Nachdiplomstudien in Chirurgie.
Generalgouverneur Roland Michener vereidigte Worobetz am 2. Februar 1970 als Vizegouverneur von Saskatchewan. Dieses repräsentative Amt übte er bis zum 29. Februar 1976 aus. Anschließend arbeitete er bis zu seiner Pensionierung 1982 wieder als Arzt. 1993 erhielt er die Ehrendoktorwürde der University of Saskatchewan sowie den Order of Canada, 1999 den Saskatchewan Order of Merit.